# Beire
Beire é uma povoação portuguesa sede da Freguesia de Beire do Município de Paredes, freguesia com 3,38 km² de área e 2011 habitantes (censo de 2021), tendo, por isso, uma densidade populacional de 595 hab./km².

## Demografia
A população registada nos censos foi:
| Distribuição da População por Grupos Etários | Distribuição da População por Grupos Etários | Distribuição da População por Grupos Etários | Distribuição da População por Grupos Etários | Distribuição da População por Grupos Etários |
| -------------------------------------------- | -------------------------------------------- | -------------------------------------------- | -------------------------------------------- | -------------------------------------------- |
| Ano                                          | 0-14 Anos                                    | 15-24 Anos                                   | 25-64 Anos                                   | > 65 Anos                                    |
| 2001                                         | 499                                          | 365                                          | 1181                                         | 211                                          |
| 2011                                         | 359                                          | 274                                          | 1149                                         | 258                                          |
| 2021                                         | 263                                          | 259                                          | 1162                                         | 327                                          |

## Atrações Turísticas
- "Santinho de Beire" (Santo em carne) - Cadáver de um homem, exposto num túmulo de vidro. Apesar de vestir uma mortalha, semelhante a um hábito religioso (de frade), o "Santinho de Beire" (António Moreira Lopes) não era um padre, nem um religioso (frade). O "Santinho de Beire" é objecto da veneração pública de muitos fiéis que aí se deslocam em peregrinação; apesar de tudo, não tem qualquer reconhecimento eclesiástico, pelo que a devoção é totalmente de cariz popular.

## Coletividades
- Associação de Apoio à Terceira Idade S. Miguel de Beire;
- Calvário de Beire (fundado pelo Padre Américo);
- Grupo Desportivo Recreativo e Cultural S. Luís de Beire;
- Associação Cultural Social e Desportiva Real Clube de Beire;
- Grupo de Bombos "União das Coletividades GDRC S. Luís de Beire e ACSD Real Clube de Beire".

## Personalidades de destaque
- Manuel Pamplona Carneiro Rangel Veloso Barreto de Miranda e Figueirôa (3 de outubro de 1774 - 12 de maio de 1849), 1.º visconde de Beire.
- João Mateus (1867-1955) - padre